# チチェスター・スケッフィントン (第4代マッセリーン伯爵)
第4代マッセリーン伯爵チチェスター・スケッフィントン（英語: Chichester Skeffington, 4th Earl of Massereene、1751年 – 1816年2月25日）は、アイルランド王国出身の貴族、政治家。1776年から1797年までアイルランド庶民院議員を務めた。

## 生涯
初代マッセリーン伯爵クロットワーシー・スケッフィントンと2人目の妻アン（Anne、旧姓エア（Eyre）、1716年ごろ – 1805年5月20日、ヘンリー・エアの娘）の息子として、1751年に生まれた。
1776年から1790年までアントリム・バラ選挙区の代表としてアイルランド庶民院議員を務め、1790年の総選挙では1791年に当選無効が宣告されたが、再選挙でも当選して、1797年まで議員を務めた。1797年、アントリム県長官を務めた。
1811年6月12日に兄ヘンリーが死去すると、マッセリーン伯爵位を継承した。
1816年2月25日にダブリンのメリオン・ストリートで死去、マッセリーン伯爵位は廃絶、従属爵位のマッセリーン子爵位は特別残余権（special remainder）に基づき娘ハリエットが継承した。

## 家族
1780年、ハリエット・ジョスリン（Harriet Jocelyn、1831年7月7日没、初代ローデン伯爵ロバート・ジョスリンの娘）と結婚、1女をもうけた。
- ハリエット（1831年1月2日没） - 第9代マッセリーン女子爵[2]